# رسوم متحركة طينية

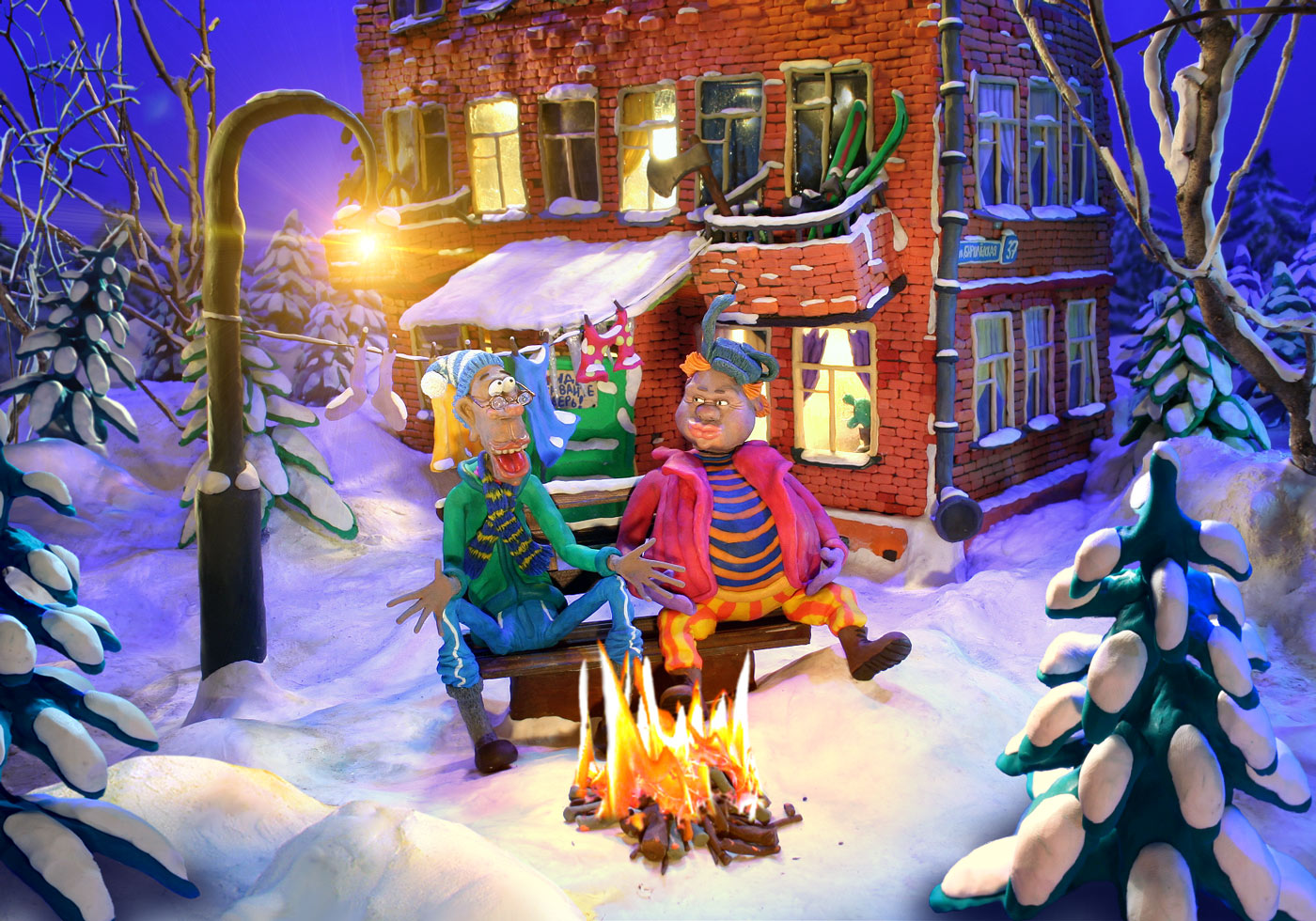
صورة من مسلسل من إيليخ إلى كوزميتش

الرسوم المتحركة الصلصاليّة أو الطينية هو نوع من الرسوم المتحركة التي يتم صنع شخصياتها وعالمها من صلصال البلاستيسين أو الطين الصناعي والتي تعتمد تقليدياً على تحريك الإطار والصورة والتسجيل في الفيلم وثم يتم تسريع هذه الحركات لتظهر على أنها حركات لهذه المظاهر، وقد تم اعتماد هذه الطريقة في العديد من الأفلام وألعاب الفيديو، يعود تاريخ هذه الرسوم إلى بداية عقد الخمسينات ويعتبر غومباسيا أول فيلم رسوم متحركة طيني يتم إنتاجه وألذي كان من إخراج آرثر كلوكي، ومن أبرز أفلام والمسلسلات الأخرى عن هذه الرسوم هو والاس وغروميت و الخروف شون.